# أكسيد الروثينيوم الرباعي
أكسيد الروثينيوم الرباعي أو ثنائي أكسيد الروثينيوم مركب كيميائي له الصيغة RuO2 ويكون على شكل بلورات سوداء. وهو أحد أكاسيد الروثينيوم. يمكن أن يوجد المركب على شكل هيدرات زرقاء اللون.

## الخصائص
- لا ينحل أكسيد الروثينيوم في الماء، وهو يتفاعل مع الكحولات.[1]
- يكون لأكسيد الروثينيوم الرباعي بنية بلورية تشابه بنية الروتيل.[3][4]

## التحضير
يمكن لأكسيد الروثينيوم الرباعي أن يحضّر بعدة طرق من بينها إجراء ترسيب كيميائي للبخار وذلك من مركبات روثينيوم متطايرة مناسبة. أو بالتحلل الحراري لهاليدات الروثينيوم مثل كلوريد الروثينيوم الثلاثي على ركازة ساخنة بوجود الأكسجين.
يمكن استخدام الطلي الكهربائي لتحضير RuO2 وذلك بإجراء العملية على محاليل لكلوريد الروثينيوم الثلاثي وباستخدام البلاتين كمسرى مقابل وAg/AgCl كمسرى مرجعي.

## الاستخدامات
- يستخدم أكسيد الروثينيوم الرباعي في تغطية مساري التيتانيوم المستخدمة لإنتاج الكلور بالتحليل الكهربائي، كما يستخدم في تحضير المقاومات والدارات المتكاملة.[8][9]
- يمكن استخدام أكسيد الروثينيوم الرباعي كحفّاز في طريقة فيشر-تروبش، إلا أن الأكسيد يجب أن يكون حاوياً على نسبة من الهيدرات (جزيئات ماء في بنيته البلورية) ولكن ليس بشكل كامل.[10]